# 大津綾香
大津 綾香（おおつ あやか、1992年〈平成4年〉11月18日 - ）は、日本の政治活動家、元子役タレント。みんなでつくる党党首（第2代）。タレント時代はファイブ☆エイトに所属していた。

## 経歴
神奈川県横須賀市生まれ。高校生の頃まで横須賀市や逗子市で育つ。幼少期は子役として活動し、2002年から3年間はNHKの『週刊こどもニュース』で、池上彰の娘役として出演するなどした。中学生の時に芸能界を引退。その後はアメリカへの留学を経て日本大学芸術学部デザイン学科で建築について学び、同大学中退後、建築デザイナーとして建築事務所に勤務した。
2023年1月、大津はNHK党党首の立花孝志が設立に携わる政治団体・「政治家女子48党」の候補者応募広告をYouTube上で見かけ、応募した。同月13日に政治家女子48党が国会内で会見し、同年4月の第20回統一地方選挙の候補者36人を発表。大津は同団体公認で23日投開票予定の目黒区議会議員選挙に立候補することが明らかとなった。
同年3月8日、国会欠席を続けるNHK党の参議院議員・ガーシー（東谷義和）が、参議院から科された懲罰に応じなかったことを受け、立花が辞任を表明。NHK党の党名を「政治家女子48党」に変更し政治団体と名称を同じにしたほか、後任の党首には大津を充てると発表した。
同年3月12日、4月9日に投開票される神奈川県知事選挙への立候補を表明した。
県知事選投開票日直前の4月7日には、立花が3月29日付で大津の党首としての役職を解くとし、4月6日付で大津を党から除名したと発表。一方、大津は自身のTwitterで「承認していないので私は政治家女子党首を辞めていません」と投稿しており、両者の主張は対立した。
4月9日の県知事選投開票の結果、候補者4人中3位で落選。翌10日には16日告示・23日投開票の目黒区議選（定数36）に立候補する意向を示した。同16日、同区議選に政治家女子48党から立候補するも、57人中48位で落選した。
同年6月9日、法務局は立花らが提出した「政治家女子48党」の代表についての変更届を認めず、同年9月5日、総務省は党名変更（「NHKから国民を守る党」への改名）及び代表変更の届出を正式に不受理とすることを発表。これにより「政治家女子48党」の党名と大津の代表としての地位がそれぞれ確認された。
11月6日、大津は記者会見を開き「みんなでつくる党」への党名変更を発表した。同14日、総務省は大津が届け出ていた党名変更について受理したと発表した。
2024年3月21日、東京地裁（笹本哲朗裁判長）は齊藤健一郎参院議員の「みんなでつくる党」の自身への代表者登記変更を求めた訴えを棄却し、大津の勝訴となった。大津がしたとされる辞任発言について「（大津が）書面の作成もなく無条件で代表者を辞任する意思表示をしたと認めることはできない」と認定、4月の役員会や5月の臨時総会での解任手続きについて「本件党規約の下では、役員会の決議で党首を解任することはできない」「総会で解任決議が追認されたとしても有効となるものではない」とした。「みんなでつくる党」から離れ「ＮＨＫから国民を守る党」の党首となっていた立花孝志が齊藤を推し、結果に関わらず控訴しないとしていたが、従来の立場を翻し控訴。同年10月30日、東京高等裁判所は一審判決を認め、齊藤の訴えを棄却した。
2024年10月14日、同月に行われる第50回衆議院議員総選挙東京都第9区に立候補すると表明した。投開票の結果、落選。
2025年4月30日、同年夏の第27回参議院議員通常選挙への立候補を表明したが、同年7月2日に自身の出馬を見送ったと発表した。

## 政策・主張
- 2023年3月15日にガーシー参議院議員が議会から除名されたことを受け、同日の記者会見で「発信力があり、必要な議員だった。除名は残念。少数派がいじめを受ける議会はおかしい」と述べた[28]。翌16日にガーシーは名誉毀損容疑などで逮捕状を請求されたが、これについては「残念だ」と述べ、今後の対応については「（前党首で党事務局長の）立花さんにお任せをしていこうと思う」とした[29]。
- 2023年4月に実施される神奈川県知事選挙への立候補を表明した際は、「NHKの被害者を救う活動を続けるために政治家女子が生まれて、女性議員を増やすこと、若い方にも政治参加のハードルを下げる活動をしている事を伝えてまいります」と意気込みを語った[9]。一方、現職の神奈川県知事黒岩祐治への評価を問われると、「いまは都内に住んでいて、神奈川のことは調べていないのでよく分からない。黒岩知事が何をしていたか、それについてどう思うか聞かれても私には答えられない。黒岩知事を打ち倒してやろうという気持ちで出てきておらず、党の宣伝をしたいと考えている」と述べた[2]。
- 2025年4月、みんなでつくる党に2022年頃からボランティアとして参加していた男性がネット上の誹謗中傷や住所晒しによるストーカー被害を苦に自殺したことを受け、SNS上の誹謗中傷に対する法整備を提言した[30][31][32]。

### 外交・安全保障
- 日本国憲法の改正に賛成。憲法9条を改正して自衛隊を明記すべき。緊急事態条項を設けることには反対[33][34][35]。
- ロシアのウクライナ侵攻を受けたウクライナへの支援は縮小すべき[33]。
- 中国とは関係強化を優先すべき[33]。
- 日本の防衛力の強化は必要だが費用は抑制すべき[33][35]。
- 普天間飛行場の名護市辺野古への移設にどちらかと言えば反対[33]。
- 日米地位協定の見直しに賛成[33]。
- 日本は核兵器保有も核共有もすべきでない[33]。

### 経済
- 消費税率10%を引き下げるべき[33]。
- 財政規律よりも積極的な財政出動を優先すべき[35]。
- 大企業・富裕層への課税強化に賛成[35]。
- 炭素税の強化に反対[33]。
- 原子力発電所は当面は必要だが将来的には廃止すべき[33]。
- 解雇規制の緩和にやや反対[33][34]。

### 社会
- 社会保障制度は給付水準を下げて国民負担を抑制すべき[33][35]。
- 選択的夫婦別姓制度の導入に賛成[33][34][35]。
- 同性結婚の合法化に賛成[33][35][34]。
- 女性天皇・女系天皇に賛成[33][35][34]。
- 外国人労働者をより積極的に受け入れるべき[33]。

## 選挙歴
| 当落 | 選挙                   | 執行日         | 年齢 | 選挙区  | 政党             | 得票数     | 得票率 | 定数 | 得票順位 /候補者数 | 政党内比例順位 /政党当選者数 |
| ---- | ---------------------- | -------------- | ---- | ------- | ---------------- | ---------- | ------ | ---- | ------------------ | ---------------------------- |
| 落   | 神奈川県知事選挙       | 2023年4月9日   | 30   | ――      | 政治家女子48党   | 15万1361票 | 5.29   | 1    | 3/4                | /                            |
| 落   | 目黒区議会議員選挙     | 2023年4月23日  | 30   | ――      | 政治家女子48党   | 1008票     | 1.03   | 36   | 48/57              | /                            |
| 落   | 第50回衆議院議員総選挙 | 2024年10月27日 | 31   | 東京9区 | みんなでつくる党 | 7245票     | 4.2    | 1    | 4/4                | /                            |

## 出演

### 映画
- ホーム・スイートホーム（2000年11月18日）
- ウォーターボーイズ（2001年9月15日、東宝）- 水族館の女の子 役

### テレビ
- バーチャルガール 第1話（2000年1月15日、日本テレビ）
- フードファイト 弐ノ膳以降レギュラー（2000年7月、日本テレビ） - 倉橋由紀 役
  - フードファイト・香港死闘編（2001年4月1日、日本テレビ）倉橋由紀 役
- 怖い日曜日〜2000〜 第3回（2000年7月16日、日本テレビ） - かおりちゃん 役
- 未来戦隊タイムレンジャー Case File 37（2000年11月5日、テレビ朝日）文鳥を飼う少女役
- 女子アナ。 第1話（2001年1月9日、フジテレビ） - 大月真琴（水野美紀）の幼少期 役
- 史上最悪のデート 14thDATE（2001年3月11日、日本テレビ）
- 温泉へ行こう3 第37-39話（2002年3月20日-22日、TBSテレビ）
- 週刊こどもニュース（2002年 - 2005年、NHK）
- 世にも奇妙な物語 秋の特別編（2003年9月18日、フジテレビ）
- ハイビジョンスペシャル 大江戸繁盛記(1) 2003年江戸古地図の旅 ～江戸東京 迷宮の道しるべ～（2003年、NHK）
- ほんとにあった怖い話（2004年1月31日、フジテレビ）
- 神奈川県知事候補者 経歴・政見放送（2023年3月29日、NHK）
- NHKニュースおはよう日本（2023年4月6日、NHK）

### CM
- バンダイ『デジモンテイマーズ ポケットクルモン』（2001年）
- ミツカン『五目ちらし』
- ダイドードリンコ『Ti-Ha』
- ジャストシステム『ジャストホーム』
- 日本マクドナルド『ディズニーカレンダー』
- アキレス『アキレスシューズ』
- パラマウントベッド
- アリコジャパン
- ハウス食品『冷しゃぶドレッシング』
- NTTコミュニケーションズ『マイライン』
- イオン『軽量中綿ジャケット』